# József Benkő
József Benkő (n. 20 decembrie 1740, Brăduț, Covasna, România – d. 28 decembrie 1814, Aita Medie, Aita Mare, Covasna, România) a fost un scriitor secui cu vederi iluministe, pastor reformat, botanist, istoric și filolog.
Una din preocupările sale istorice a fost legată de Episcopia de Milcov. Lucrarea sa intitulată Milkovia, sive antiqui Episcopatus Milkoviensis per terram Transsilvanicam, maxima dioeceseos suae parte olim exporrecti, explanatio, scrisă în anul 1771, a fost publicată la Viena în anul 1781.

## Galerie de imagini

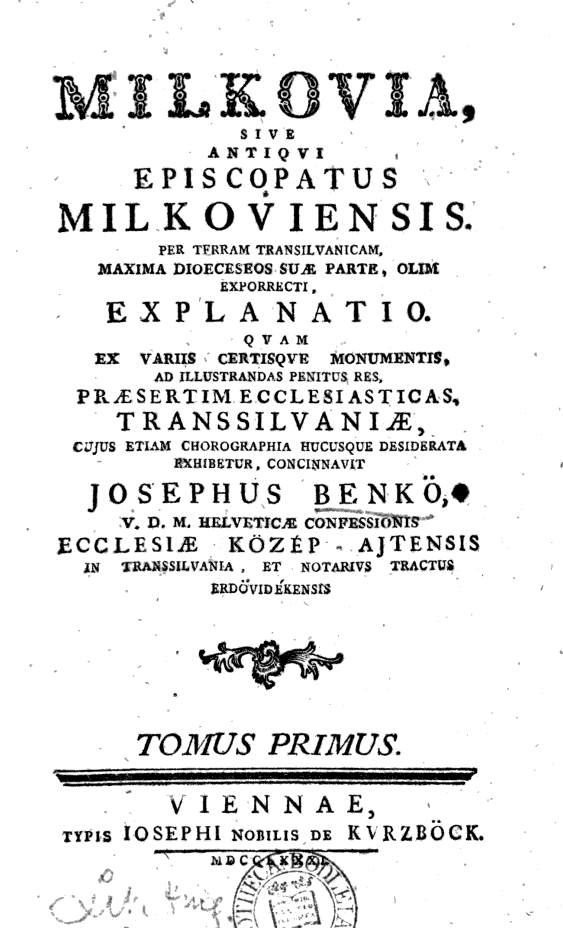
Milkovia, sive antiqui Episcopatus Milkoviensis